# 卡里翁德洛斯塞斯佩德斯
卡里翁德洛斯塞斯佩德斯，是西班牙安达卢西亚自治区塞维利亚省的一个市镇。 总面积6平方公里，总人口2320人（2001年），人口密度387人/平方公里。